# Noyant-la-Plaine
Pour les articles homonymes, voir Noyant (homonymie).
Noyant-la-Plaine est une ancienne commune française située dans le département de Maine-et-Loire, en région Pays de la Loire, devenue le 1er janvier 2016, une commune déléguée de la commune nouvelle de Tuffalun.

## Géographie
Commune angevine du Saumurois, Noyant-la-Plaine se situe au sud-est de Luigné, sur la route D 761, Saulgé-l'Hôpital - Louresse-Rochemenier.

## Politique et administration

### Administration municipale

#### Administration actuelle
Depuis le 1er janvier 2016 Noyant-la-Plaine constitue une commune déléguée au sein de la commune nouvelle de Tuffalun et dispose d'un maire délégué.
| Période                                  | Période   | Identité        | Étiquette | Qualité                  |
| ---------------------------------------- | --------- | --------------- | --------- | ------------------------ |
| janvier 2016                             | mai 2020  | Nicolas Ogereau |           | Maire puis maire délégué |
| mai 2020                                 | mars 2023 | Michaël Louvet  |           |                          |
| mars 2023                                |           | François Marton |           |                          |
| Les données manquantes sont à compléter. |           |                 |           |                          |

#### Administration ancienne
| Période                                  | Période                  | Identité          | Étiquette | Qualité                             |
| ---------------------------------------- | ------------------------ | ----------------- | --------- | ----------------------------------- |
| 1791                                     | 13 novembre 1844 (décès) | Pierre Lebreton   |           |                                     |
| septembre 1846                           | 1875 (décès)             | André Vaslin      |           |                                     |
| 5 octobre 1875                           | 1891                     | Henri Leroux      |           |                                     |
| 1896                                     |                          | Louis Cesbron     |           |                                     |
| 1912                                     |                          | Adrien Leroux     |           |                                     |
| 1919                                     |                          | Henri Ogereau     |           |                                     |
| 1929                                     |                          | Séraphin Ogereau  |           |                                     |
| 1945                                     |                          | Émile Barreau     |           |                                     |
| 1947                                     |                          | Rémi Ogereau      |           |                                     |
| 1959                                     |                          | Eugène Vinsonneau |           |                                     |
| 1965                                     | janvier 1968 (démission) | Louis Denéchère   |           |                                     |
| 6 février 1968                           |                          | Pierre Justeau    |           |                                     |
| 1977                                     | août 1984 (démission)    | Paul Choiseau     |           |                                     |
| 1984                                     | 1989                     | Bernard Justeau   |           |                                     |
| 1989                                     | février 2014 (démission) | Régis Moreau      |           | Agriculteur retraité                |
| février 2014                             | mars 2014                | Gilles Lefevre    |           | Président de la délégation spéciale |
| mars 2014                                | décembre 2015            | Nicolas Ogereau   |           | Agriculteur                         |
| Les données manquantes sont à compléter. |                          |                   |           |                                     |

En février 2014, à la suite de la démission de tous les élus et du maire, une délégation spéciale, présidée par Gilles Lefevre qui fait office de maire, est installée jusqu'aux élections municipales suivantes.

### Ancienne situation administrative
Jusqu'en 2015 la commune est membre de la communauté de communes du Gennois, elle-même membre du syndicat mixte Pays de Loire en Layon.

## Population et société

### Évolution démographique
L'évolution du nombre d'habitants est connue à travers les recensements de la population effectués dans la commune depuis 1793. À partir du 1er janvier 2009, les populations légales des communes sont publiées annuellement dans le cadre d'un recensement qui repose désormais sur une collecte d'information annuelle, concernant successivement tous les territoires communaux au cours d'une période de cinq ans. 
Pour les communes de moins de 10 000 habitants, une enquête de recensement portant sur toute la population est réalisée tous les cinq ans, les populations légales des années intermédiaires étant quant à elles estimées par interpolation ou extrapolation. Pour la commune, le premier recensement exhaustif entrant dans le cadre du nouveau dispositif a été réalisé en 2007,.
En 2013, la commune comptait 352 habitants, en évolution de +15,41 % par rapport à 2008 (Maine-et-Loire : +3,3 %, France hors Mayotte : +2,49 %).
| 1793 | 1800 | 1806 | 1821 | 1831 | 1836 | 1841 | 1846 | 1851 |
| ---- | ---- | ---- | ---- | ---- | ---- | ---- | ---- | ---- |
| 220  | 213  | 244  | 263  | 234  | 241  | 245  | 245  | 224  |

| 1856 | 1861 | 1866 | 1872 | 1876 | 1881 | 1886 | 1891 | 1896 |
| ---- | ---- | ---- | ---- | ---- | ---- | ---- | ---- | ---- |
| 220  | 224  | 225  | 235  | 224  | 206  | 190  | 209  | 243  |

| 1901 | 1906 | 1911 | 1921 | 1926 | 1931 | 1936 | 1946 | 1954 |
| ---- | ---- | ---- | ---- | ---- | ---- | ---- | ---- | ---- |
| 213  | 199  | 199  | 189  | 181  | 170  | 177  | 191  | 187  |

| 1962 | 1968 | 1975 | 1982 | 1990 | 1999 | 2007 | 2012 | 2013 |
| ---- | ---- | ---- | ---- | ---- | ---- | ---- | ---- | ---- |
| 184  | 198  | 184  | 209  | 191  | 180  | 281  | 335  | 352  |

### Pyramide des âges
La population de la commune est relativement jeune. Le taux de personnes d'un âge supérieur à 60 ans (17,4 %) est en effet inférieur au taux national (21,8 %) et au taux départemental (21,4 %).
À l'instar des répartitions nationale et départementale, la population féminine de la commune est supérieure à la population masculine. Le taux (52,7 %) est du même ordre de grandeur que le taux national (51,9 %).
La répartition de la population de la commune par tranches d'âge est, en 2008, la suivante :
- 47,3 % d’hommes (0 à 14 ans = 26,3 %, 15 à 29 ans = 16,5 %, 30 à 44 ans = 26,3 %, 45 à 59 ans = 15,8 %, plus de 60 ans = 15 %) ;
- 52,7 % de femmes (0 à 14 ans = 28,4 %, 15 à 29 ans = 14,2 %, 30 à 44 ans = 22,3 %, 45 à 59 ans = 15,5 %, plus de 60 ans = 19,6 %).

| Hommes | Classe d’âge | Femmes |
| ------ | ------------ | ------ |
| 0,0    | 90 ans ou +  | 0,7    |
| 6,0    | 75 à 89 ans  | 7,4    |
| 9,0    | 60 à 74 ans  | 11,5   |
| 15,8   | 45 à 59 ans  | 15,5   |
| 26,3   | 30 à 44 ans  | 22,3   |
| 16,5   | 15 à 29 ans  | 14,2   |
| 26,3   | 0 à 14 ans   | 28,4   |

| Hommes | Classe d’âge | Femmes |
| ------ | ------------ | ------ |
| 0,4    | 90 ans ou +  | 1,1    |
| 6,3    | 75 à 89 ans  | 9,5    |
| 12,1   | 60 à 74 ans  | 13,1   |
| 20,0   | 45 à 59 ans  | 19,4   |
| 20,3   | 30 à 44 ans  | 19,3   |
| 20,2   | 15 à 29 ans  | 18,9   |
| 20,7   | 0 à 14 ans   | 18,7   |

## Économie
Sur 17 établissements présents sur la commune à fin 2010, 18 % relèvent du secteur de l'agriculture (pour une moyenne de 17 % sur le département), 6 % du secteur de l'industrie, 6 % du secteur de la construction, 59 % de celui du commerce et des services et 12 % du secteur de l'administration et de la santé.

## Lieux et monuments
- Église Sainte-Madeleine.